# 江口保
江口 保（えぐち たもつ、1928年〈昭和3年〉7月17日 - 1998年〈平成10年〉6月16日）は、日本の平和運動家。長崎県長崎市出身で、長崎市への原子爆弾投下による被爆者の1人。
公立中学校で教員として勤務していた時代に、被爆地である広島県への修学旅行を実現させ、平和学習としての修学旅行の先駆けとなった。退職後も単身で広島に住み、日本全国の学校から広島や長崎への修学旅行を助力し、平和運動に貢献した。

## 経歴
1945年（昭和20年）、当時の勤務先である旧制長崎県立瓊浦中学校（後の長崎県立長崎西高等学校）で被爆。親友と死別し、自身も重傷を負って死線をさまうなど、苦境に遭いながらも被爆地を生き延びた。
1951年（昭和26年）に上京し、東京都の地方公務員の教員となった。1975年（昭和50年）、当時の勤務先である葛飾区立上平井中学校での修学旅行に際し、被爆地である広島県行きを提案し、現地の被爆者との交流による平和学習を計画した。これには、山陽新幹線が博多まで開通し、東京の公立中学の修学旅行は72時間以内という規制がとれたことが背景にあった。被爆者と連絡が困難なこと、過去の辛い記憶を話したがらない被爆者、子供に残酷な事実を見せたがらない風潮などの困難を乗り越え、これを実現させた。
これにより、慰霊碑の前で被爆者たち自身から体験を聞く「上平井方式」という言葉が生まれ、広島への修学旅行のモデルケースとなった。修学旅行で広島へ行きたいという学校が増え、日本全国から江口のもとへ問い合わせがあった。多くの被爆者たちが証言者として修学旅行生の前で口を開くきっかけにもなった。
1986年（昭和61年）、転勤先の中学校で修学旅行の広島行きを拒否されたため、定年を前に退職。単身で広島へ転居し、江口1人のみで「ヒロシマ・ナガサキの修学旅行を手伝う会」を主宰。広島や長崎を訪れる修学旅行生の受け入れ態勢の整備、子供たちに生命の尊厳と平和の尊さを学ばせる活動のため、証言者としての被爆者たちの世話、各学校の教員たちの相談役などを請け負った。江口の手引きにより、沼田鈴子、坂本文子、佐伯敏子といった著名な被爆者・平和運動家たちが、語り部として修学旅行生たちに被爆体験を語った。
後に、学校の教員たちが勉強を怠って修学旅行を旅行会社任せにしていること、被爆者の証言が次第に画一化されること、広島の表面上が美化されて原爆の痕跡が消えることに失望し、1996年（平成8年）に東京へ戻った。この教員たちの問題については、広島原爆の被爆者でもある平和運動家の沼田鈴子も同感の意を表している。
広島を捨てきれないという思いから、翌1997年（平成9年）に再び広島へ転居するが、翌月には病気により東京帰りを余儀なくされ、翌1998年4月に入院。病床で半生記『いいたかことのいっぱいあっと』を執筆し、前述のような広島の事情に加え、証言者（被爆者）が金銭を要求し始めたことなどを痛烈に批判した。
同1998年6月16日、東京都足立区の病院で、満69歳で死去した。死因は新聞発表では慢性腎不全とあるが、夫人の手紙では原爆症による急性骨髄性白血病とされている。生涯に修学旅行の助力をした学校はのべ千校、生徒数は20万人以上に昇り、葬儀には全国の小中学校から多くの弔電が寄せられた。同1998年10月26日、財団法人ヒロシマ・ピース・センターから、平和への貢献者を対象とした谷本清平和賞が贈られた。

## 評価
葬儀では、中学教諭としてともに修学旅行を続けた詩人の石川逸子が「たった一人から出発して、大きな大きな平和の種をたくさんの人の心にまき、いきいきと芽吹かせて下さった江口さん。本当にありがとう」と弔辞を述べた。
遺稿となった『いいたかことのいっぱいあっと』の出版元であるクリエイティブ21の代表・林雅行は「ダイヤのようには光らないけれど、ぬくもりのある石ころ。そんな人でした」と語った。一方で『いいたかことのいっぱいあっと』における証言者たちへの批判に対しては、ボランティア活動を基本とする証言者側から、一部だけを見た不当な批判との反発の声も上がっている。

## 著作
- 江口保『いいたかことのいっぱいあっと』クリエイティブ21、1998年7月。ISBN 978-4-906559-11-4。